# Hayley Atwell
Hayley Elizabeth Atwell (Londra, 5 aprile 1982) è un'attrice britannica con cittadinanza statunitense.
Ha raggiunto la notorietà internazionale grazie al ruolo di Peggy Carter nel Marvel Cinematic Universe.

## Biografia
Nata a Londra, figlia unica di Allison Cain, una speaker motivazionale, e Grant Atwell, fisioterapista, fotografo di paesaggi e sciamano. La madre è inglese mentre il padre è statunitense con origini native americane. Sua nonna era irlandese. I suoi genitori si separarono quando lei aveva due anni.
Effettua gli studi presso la London Oratory School e alla Guildhall School of Music and Drama, rifiutando l'offerta di un posto al King's College London per filosofia e teologia. Si è diplomata nel 2005.

### Vita privata
Atwell ha una doppia cittadinanza, inglese e statunitense. Nel 2022 inizia una relazione con il produttore musicale Ned Wolfgang Kelly. Ad aprile 2023 la coppia annuncia il fidanzamento. Nel 2024 nasce la loro prima figlia. La coppia è sposata. Attualmente la famiglia vive a sud ovest di Londra.

## Carriera
Il suo debutto nel mondo dello spettacolo avviene nel 2005 comparendo in uno spot pubblicitario per le patatine Pringles, successivamente inizia a lavorare in svariate produzioni per la televisione inglese, fino a quando non viene notata da Woody Allen che l'affianca a Ewan McGregor e Colin Farrell nel suo terzo progetto londinese Sogni e delitti. In seguito recita nel ruolo di Lady Bess Foster ne La duchessa e affianca Matthew Goode e Ben Whishaw in Ritorno a Brideshead. Precedentemente l'attrice aveva lavorato in teatro portando in scena alcune opere di Shakespeare, nel gennaio 2009 debutta sui palchi del West End con Uno sguardo dal ponte di Arthur Miller.
Per il piccolo schermo lavora nella miniserie The Prisoner, rifacimento della serie TV degli anni sessanta Il prigioniero. Nel 2009 partecipa alla miniserie ispirata al libro di Ken Follett I pilastri della Terra nel ruolo di Aliena. Nel 2011 interpreta Peggy Carter nell'adattamento dell'iconico supereroe Marvel Comics Capitan America, ruolo che riprende nel secondo film sul personaggio, Captain America: The Winter Soldier, e in altri film della Marvel come Avengers: Age of Ultron e Ant-Man.
La Atwell interpreta il ruolo di Peggy Carter anche nelle serie televisive della Marvel come Agents of S.H.I.E.L.D. e Agent Carter, quest'ultima interamente incentrata sul personaggio, affiancato dal padre di Tony Stark e dal suo maggiordomo Jarvis. Il 12 maggio 2016 la serie TV Agent Carter viene ufficialmente cancellata dalla rete televisiva statunitense ABC. Nel frattempo Hayley ha doppiato il suo personaggio nel videogioco LEGO Marvel's Avengers. Nel febbraio 2016 la Atwell è protagonista della serie TV prodotta dalla ABC Conviction, in cui interpreta un brillante avvocato, figlia di un ex presidente degli Stati Uniti, che viene scelta per dirigere un'agenzia che si occupi di casi di persone ingiustamente condannate.
Nel 2017 veste i panni di Margaret Schlegel in Casa Howard, miniserie trasmessa da BBC, riadattamento televisivo dall'omonimo romanzo di E. M. Forster. Nel 2018 è Evelyn Robin nel film live-action Disney Ritorno al Bosco dei 100 Acri. Nel 2019 recita a teatro a Londra nel dramma di Henrik Ibsen Rosmersholm e per la sua interpretazione nel ruolo di Rebecca West ottiene una candidatura al Laurence Olivier Award alla miglior attrice. Sempre nel 2019 ha recitato al fianco di Tamara Lawrance in un adattamento in tre parti della BBC del romanzo di Andrea Levy The Long Song, su uno schiavo in una piantagione di zucchero nella Giamaica del XIX secolo.
Ha anche ripreso il ruolo di Peggy Carter in Avengers: Endgame. Nel 2021 ha prestato la voce per il personaggio del gatto Mittens nel film d'animazione Peter Rabbit 2 - Un birbante in fuga e ha vestito ufficialmente nei panni della supereroina Capitan Carter (una variante alternativa di Peggy Carter nella Terra-838) nel film Doctor Strange nel Multiverso della Follia, diretto da Sam Raimi. Il 2023 e 2025 ha preso parte al settimo e ottavo capitolo della serie Mission: Impossible, ovvero Mission: Impossible - Dead Reckoning e Mission: Impossible - The Final Reckoning.
Descritta come la "regina del dramma in costume" dal The Guardian, la Atwell è stata elogiata dai registi per "l'esempio professionale che dà" e per il suo lavoro in film in costume e programmi televisivi. Ha ricevuto un Ian Charleson Commendation per il suo lavoro in Major Barbara del 2009, e tre nomination al Laurence Olivier Award, rispettivamente per il suo lavoro in A View from the Bridge (2009),  nel 2011 per il suo lavoro nel revival di The Pride, nel 2020 per la sua interpretazione di Rebecca West in Rosmersholm. Atwell è stata anche nominata per un WhatsOnStage Award sempre per il suo ruolo in The Pride.

## Filmografia

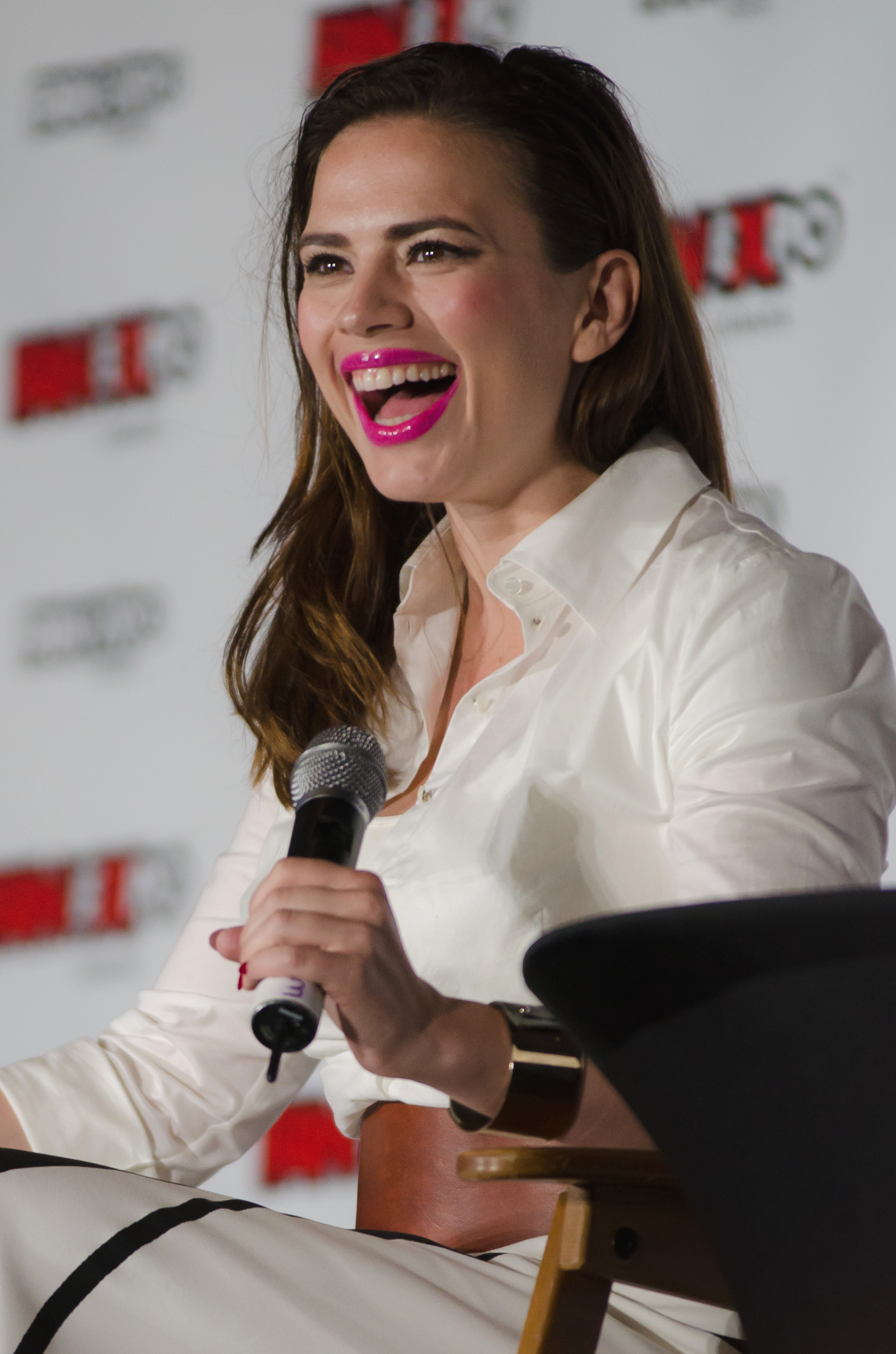
Hayley Atwell nel 2015

### Attrice

#### Cinema
- Sogni e delitti (Cassandra's Dream), regia di Woody Allen (2007)
- How About You, regia di Anthony Byrne (2007)
- Ritorno a Brideshead (Brideshead Revisited), regia di Julian Jarrold (2008)
- La duchessa (The Duchess), regia di Saul Dibb (2008)
- Captain America - Il primo Vendicatore (Captain America: The First Avenger), regia di Joe Johnston (2011) – Peggy Carter
- I, Anna, regia di Barnaby Southcombe (2012)
- The Sweeney, regia di Nick Love (2012)
- Jimi: All Is by My Side, regia di John Ridley (2013)
- Captain America: The Winter Soldier, regia di Anthony e Joe Russo (2014)
- Testament of Youth, regia di James Kent (2014)
- Cenerentola (Cinderella), regia di Kenneth Branagh (2015)
- Avengers: Age of Ultron, regia di Joss Whedon (2015) – Peggy Carter
- Ant-Man, regia di Peyton Reed (2015) – Peggy Carter
- Ritorno al Bosco dei 100 Acri (Christopher Robin), regia di Marc Forster (2018)
- Blinded by the Light - Travolto dalla musica (Blinded by the Light), regia di Gurinder Chadha (2019)
- Avengers: Endgame, regia di Anthony e Joe Russo (2019)  – cameo; Peggy Carter
- Doctor Strange nel Multiverso della Follia (Doctor Strange in the Multiverse of Madness), regia di Sam Raimi (2022) – Peggy Carter
- Mission: Impossible - Dead Reckoning, regia di Christopher McQuarrie (2023)
- Mission: Impossible - The Final Reckoning, regia di Christopher McQuarrie (2025)

#### Televisione
- Whatever Love Means – film TV, regia di David Blair (2005)
- Fear of Fanny – film TV, regia di Coky Giedroyc (2006)
- The Ruby in the Smoke – film TV, regia di Brian Percival (2006)
- The Line of Beauty – miniserie TV, 3 puntate (2006)
- Mansfield Park – film TV, regia di Iain B. MacDonald (2007)
- The Shadow in the North – film TV, regia di John Alexander (2007)
- The Prisoner – miniserie TV, 5 puntate (2009)
- I pilastri della Terra (The Pillars of the Earth) – miniserie TV, 8 puntate (2010)
- Any Human Heart – miniserie TV, 4 puntate (2010)
- Falcón – serie TV, 4 episodi (2012)
- Storie in scena (Playhouse Presents) – serie TV, 1 episodio (2012)
- Restless – miniserie TV, 2 puntate (2012)
- Black Mirror – serie TV, 1 episodio (2013)
- Life of Crime – serie TV, 3 episodi (2013)
- Agents of S.H.I.E.L.D. – serie TV, 2 episodi (2014) – Peggy Carter
- Agent Carter – serie TV, 18 episodi (2015-2016)  – Peggy Carter
- Conviction – serie TV, 13 episodi (2016-2017)
- Casa Howard (Howards End) – miniserie TV, 4 puntate (2017)
- The Long Song – miniserie TV, 3 puntate (2018)
- Criminal: Regno Unito (Criminal: UK) – miniserie TV, 1 episodio (2019)
- Heartstopper – serie TV, 3 episodi (2024)

#### Cortometraggi
- Love Hate, regia di Blake Ritson e Dylan Ritson (2009)
- Tomato Soup, regia di Gabriel Bisset-Smith (2010)
- Marvel One-Shot: Agent Carter, regia di Louis D'Esposito (2013)
- The Complete Walk: Cymbeline, regia di Sam Yates (2016)
- Chicken/Egg, regia di James D'Arcy (2016)

### Doppiatrice
- Captain America: Il super soldato (Captain America: Super Soldier) – videogioco (2011)
- LEGO Marvel's Avengers – videogioco (2016)
- Avengers Assemble – serie animata, 2 episodi (2017-2019)
- 3 in mezzo a noi - I racconti di Arcadia (3Below: Tales of Arcadia) – serie animata, 17 episodi (2018-2019)
- Peter Rabbit 2 - Un birbante in fuga (Peter Rabbit 2: The Runaway), regia di Will Gluck (2021)
- What If...? – serie animata, 8 episodi (2021-2024) – Peggy Carter
- Tomb Raider - La leggenda di Lara Croft (Tomb Raider: The Legend di Lara Croft) – serie animata (2024-in corso)
- L'immaginario (Yaneura no Rajā), regia di Yoshiyuki Momose – doppiaggio inglese

## Teatro
- Prometeo incatenato di Eschilo, regia di James Kerr. Sound Theatre di Londra (2005)
- Donne attente alle donne di Thomas Middleton, regia di Laurence Boswell. Swan Theatre di Stratford-upon-Avon (2006)
- L'uomo alla moda di George Etherege, regia di Nicholas Hytner. National Theatre di Londra (2007)
- Il maggiore Barbara di George Bernard Shaw, regia di Nicholas Hytner. National Theatre di Londra (2008)
- Uno sguardo dal ponte di Arthur Miller, regia di Lindsay Posner. Duke of York's Theatre di Londra (2009)
- The Faith Machine di Alexi Kaye Campbell, regia di Jamie Lloyd. Royal Court Theatre di Londra (2010)
- The Pride di Alexi Kaye Campbell, regia di Jamie Lloyd. Trafalgar Theatre di Londra (2013)
- Dry Powder di Sarah Burgess, regia di Anna Ledwich. Hampstead Theatre di Londra (2018)
- Misura per misura di William Shakespeare, regia di Josie Rourke. Donmar Warehouse di Londra (2018)
- Rosmersholm di Henrik Ibsen, regia di Ian Rickson. Duke of York's Theatre di Londra (2019)
- Molto rumore per nulla di William Shakespeare, regia di Jamie Lloyd. Theatre Royal Drury Lane di Londra (2025)

## Doppiatrici italiane
Nelle versioni in italiano delle opere in cui ha recitato, Hayley Atwell è stata doppiata da:
- Ilaria Latini in Captain America - Il primo Vendicatore, Black Mirror, Agents of S.H.I.E.L.D., Marvel One-Shot: Agent Carter, Captain America: The Winter Soldier, Testament of Youth, Cenerentola, Avengers: Age of Ultron, Ant-Man, Agent Carter, Conviction, Ritorno al Bosco dei 100 Acri, Avengers: Endgame, Criminal: Regno Unito, Doctor Strange nel Multiverso della Follia, Mission: Impossible - Dead Reckoning, Mission: Impossible - The Final Reckoning
- Emanuela D'Amico in Sogni e delitti, Jimi: All Is by My Side
- Valentina Mari in Casa Howard, Blinded by the Light - Travolto dalla musica
- Stella Musy in Ritorno a Brideshead
- Francesca Fiorentini ne La duchessa
- Francesca Manicone in The Prisoner
- Chiara Gioncardi ne I pilastri della Terra
- Cinzia Villari in The Sweeney
- Gea Riva in Heartstopper

Da doppiatrice è sostituita da:
- Ilaria Latini in Avengers Assemble, What If...?
- Jessica Giuffrè in Captain America: Il super soldato
- Myriam Catania in 3 in mezzo a noi - I racconti di Arcadia
- Benedetta Degli Innocenti in Peter Rabbit 2 - Un birbante in fuga
- Benedetta Ponticelli in Tomb Raider - La leggenda di Lara Croft